# The Mother of Us All

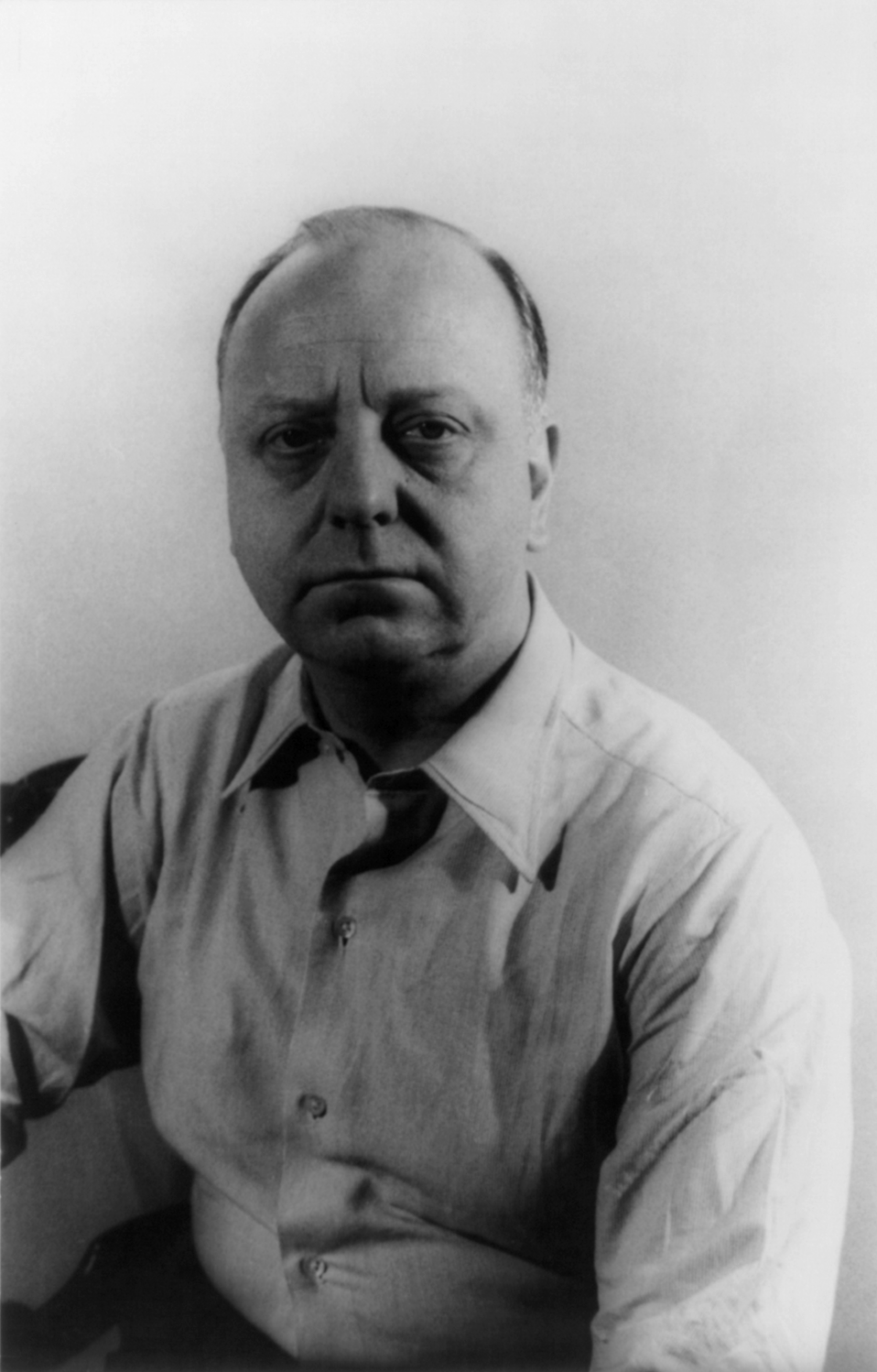
Virgil Thomson

The Mother of Us All är en opera i två akter med musik av Virgil Thomson och libretto av Gertrude Stein. Thomson och Stein möttes 1945 för att påbörja skrivarprocessen, nästan tjugo år efter deras första samarbete: operan Four Saints in Three Acts. Stein skrev librettot vintern 1945-46 innan hon sände det till Thomson i mars. Efter Steins död i juli började Thomson komponera musiken, som han slutförde inom loppet av några månader. Operan kretsar kring Susan B. Anthony, en av de mest betydande personerna inom kampen för kvinnlig rösträtt i USA, med en rad roller av karaktärer både påhittade och baserade på historiska personer. Thomson beskrev verket som ett "festtåg". Operan hade premiär den 7 maj 1947 på Columbia University med Dorothy Dow som Susan B. Anthony.

## Historia
Enligt experter passade Gertrude Steins utforskande av rytmer och repetitioner väl till musik. Både hennes libretto och Thomsons orkestrering var högst idiomatiskt, matchande patriorisk dialog med "hymner, marscher, patriotiska visor och salongsmusik" för att efterlikna atmosfären i den politiska scenen under 1800-talet. Forskare hävdar att dessa folklika influenser är vad som gör Thomsons musik utmärkande amerikanskt. I motsats till Four Saints in Three Acts ligger fokuset i The Mother of Us All på att distinkt karaktärisera varje politisk person. Thomson gav var och en sin egen musikaliska identitet med hjälp av melodier och orkestrering. "En del karaktärer förknippas med specifika instrument, mestadels Susan B., som associeras med trumpeter och stråkar, men även Angel Moore medelst harpa och Daniel Webster med horn." Susans trumpetmelodier är "möjligen tänkt att visa på hennes militanta hängivelse för rättssaken", och karaktären Angel Moore (som en litterär ängel) ackompanjeras av instrument mest förknippade med himlen. Trots att han fortfarande arbetade inom ett traditionellt tonspråk var Thomson mycket påverkad av serialism och andra samtida musikidéer. Operans speltid är ca 103 minuter.

## Instrumentation
Verket är orkestrerat för flöjt, en oboe, två klarinetter, en fagott, två valthorn, två trumpeter, en trombon, två slagverkare, harpa, celesta, piano och stråkar. Sångarna består av två sopraner, en alt, två tenorer, en baryton och en bas, med tjugofem körsångare och sex stumma skådespelare. När stycket påbörjades 1945 ombads Thomson att orkestrera det för färre än tjugo musiker, då andra världskriget gjorde det svårt att rekrytera musiker. Thomsons version för kammarensemble och piano av operans orkestrering framförs ofta.

## Personer

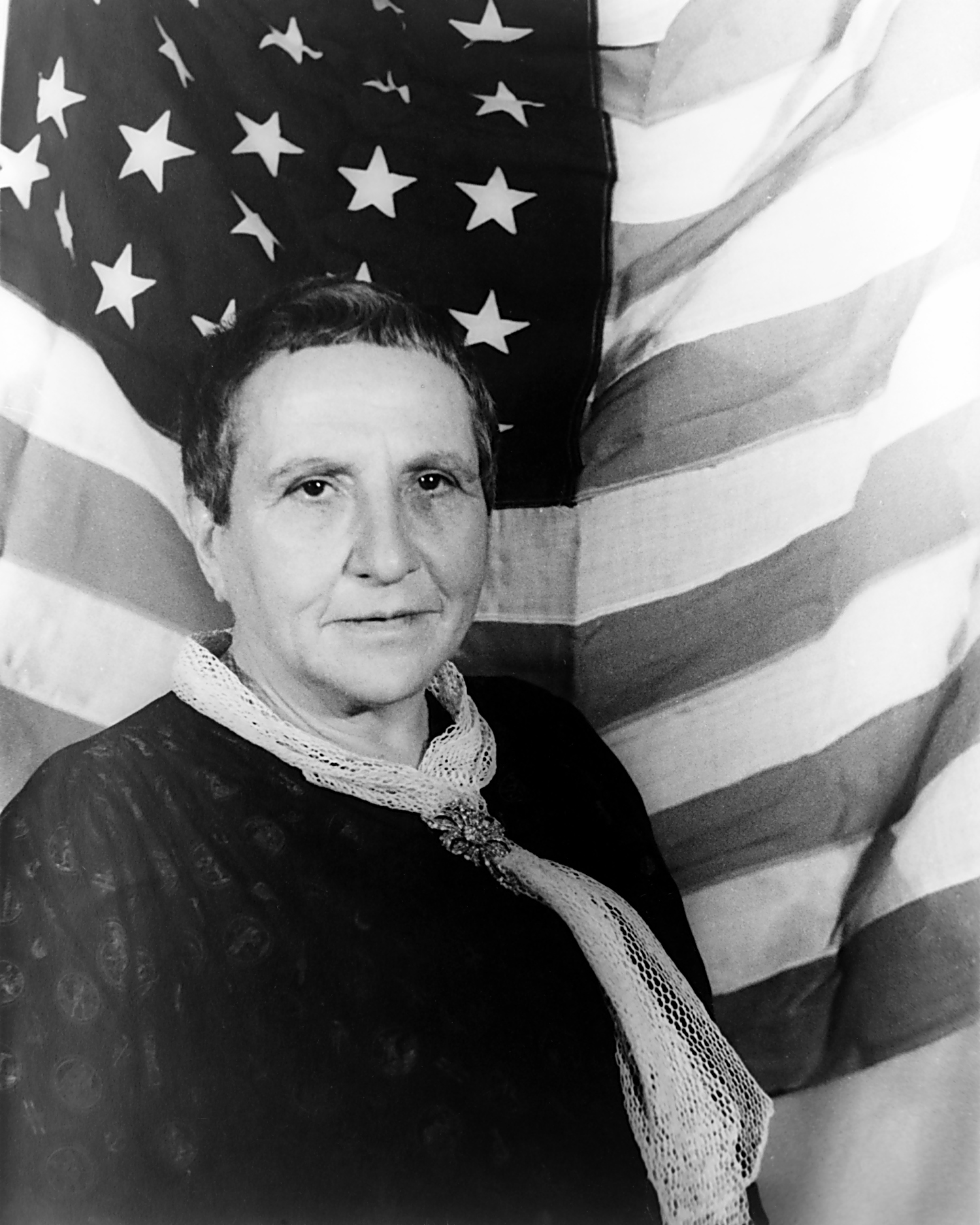
Gertrude Stein

| Roller                                     | Röststämma                         | Premiärbesättning 7 maj 1947 (Dirigent: Otto Luening) |
| ------------------------------------------ | ---------------------------------- | ----------------------------------------------------- |
| Susan B. Anthony                           | mezzosopran eller dramatisk sopran | Dorothy Dow                                           |
| Anne                                       | kontraalt                          | Belva Kibler                                          |
| Gertrude S.                                | sopran                             | Hazel Gravell                                         |
| Virgil T.                                  | baryton                            | Robert Grooters                                       |
| Daniel Webster                             | bas                                | Bertram Rowe                                          |
| Andrew Johnson                             | tenor                              |                                                       |
| Thaddeus Stevens                           | tenor                              | Alfred Kunz                                           |
| Jo the Loiterer                            | tenor                              | William Horne                                         |
| Chris the Citizen                          | baryton                            | Carlton Sunday                                        |
| Indiana Elliot                             | kontraalt                          | Ruth Krug                                             |
| Angel More                                 | sopran                             | Carolyn Blakeslee                                     |
| Henrietta M.                               | sopran                             | Teresa Stich-Randall                                  |
| Henry B.                                   | basbaryton                         | Jacques La Rochelle                                   |
| Anthony Comstock                           | bas                                | James Chartrand                                       |
| John Adams, förmodligen John Quincy Adams  | tenor                              | Robert Sprecher                                       |
| Constance Fletcher                         | mezzosopran                        | Alice Howland                                         |
| Gloster Heming                             | baryton                            | Michael Therry                                        |
| Isabel Wentworth                           | mezzosopran                        | Jean Handzlik                                         |
| Anna Hope                                  | kontraalt                          | Carlton Sunday                                        |
| Lillian Russell                            | sopran                             | Nancy Reid                                            |
| Jenny Reefer                               | mezzosopran                        | Dianna Herman                                         |
| Ulysses S. Grant                           | basbaryton                         | Everett Anderson                                      |
| Herman Atlan                               | hög baryton                        |                                                       |
| Donald Gallup                              | baryton                            |                                                       |
| A.A. och T.T., page boys eller postillions |                                    |                                                       |
| Negro Man and Negro Woman                  |                                    |                                                       |
| Indiana Elliots bror                       | basbaryton                         |                                                       |

## Handling
Steins text till The Mother of Us All beskriver inte handlingen i detalj. Därför tänkte Thomsons partner Maurice Grosser ut ett scenario för att underlätta operans framförande. Även om Grosser hävdade att andra scenrio var lika möjligt var det hans som publicerades i det tryckta partituret; följande handling bygger på den.

### Akt 1

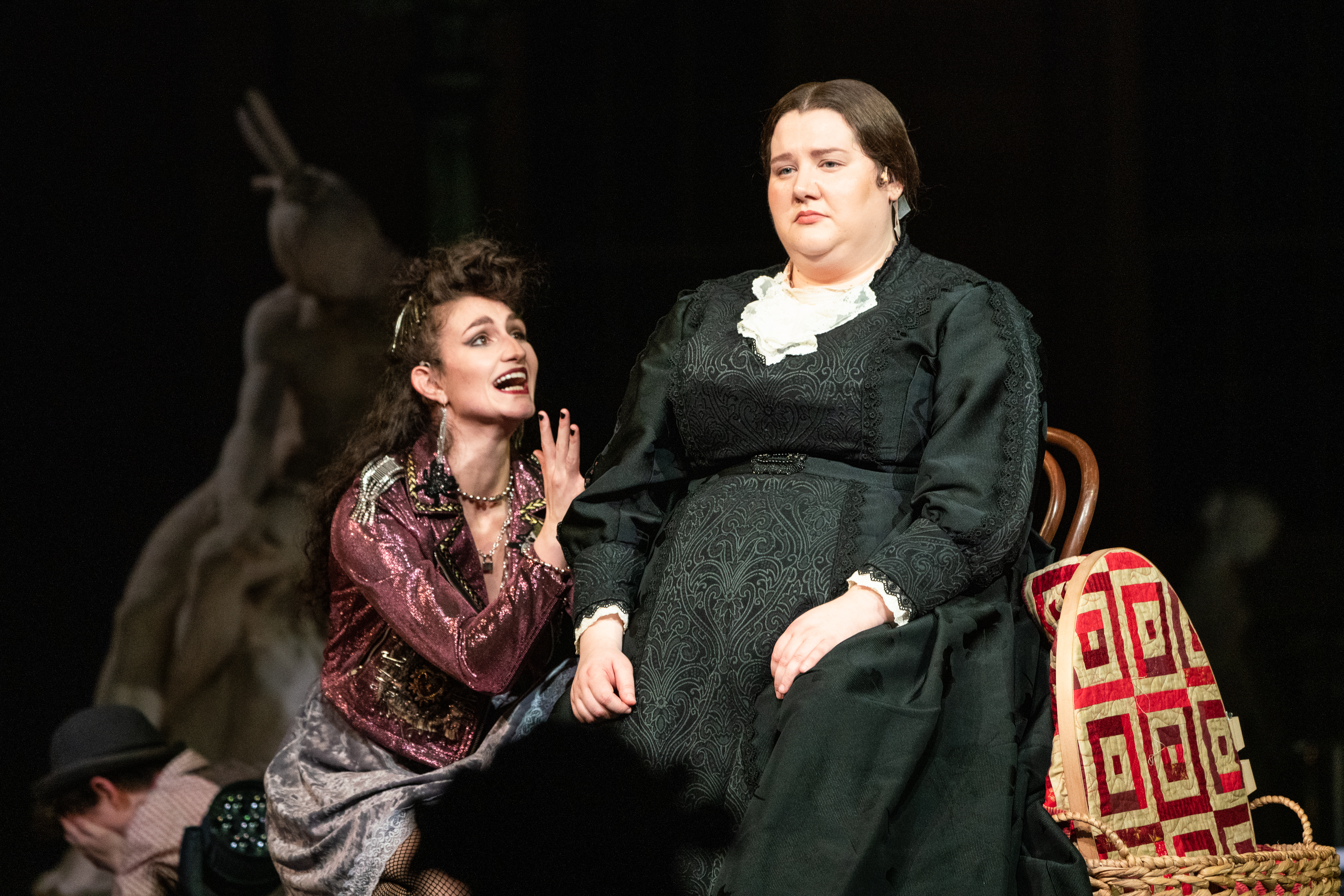
Scen från ett framförande 2020 på Metropolitan Museum of Art.

Scen 1. Susan B. Anthony och hennes tillgivna följeslagerska Anne är hemme. Anne stickar; Susan B. klistrar in tidningsurklipp i en bok. Gertrude S. och Virgil T. förekommer också som berättare.
Scen 2. Ett politiskt möte äger rum, vid vilket Webster, Johnson, Adams, Grant, Comstock, och Stevens alla närvarar. Jo the Loiterer och Chris the Citizen förekommer också hånande politikernas högtidlighet. Susan B. presenterar sig och hon debatterar med Daniel Webster.
Scen 3. Ett torg framför Susan B. Anthonys hus. Thaddeus Stevens argumenterar med Andrew Johnson; en blomstrande kärleksscen mellan John Adams och Constance Fletcher. Jenny Reefer börjar dansa med Herman Atlan och alla deltar.
Scen 4. Susan B. Anthony mediterar över svårigheterna med sin mission.
Scen 5. Jo the Loiterer och Indiana Elliot ska gifta sig. När bröllopsgästerna samlas avslöjas flera episoder. John Adams uppvaktar Constance Fletcher, Daniel Webster (som ska utföra ceremonin) tilltalar Angel More på ett sentimentalt språk. Indianas bror stövlar in i hopp om stoppa bröllopet. Susan B. förklarar vad bröllopet innebär för kvinnan. General Grant äskar ordning och Jo retar honom för hans pompösa hållning. Det verkar som om bröllopet är glömt, men slutligen välsignar Daniel Webster paret och Susan B. förutspår att alla deras barn, män och kvinnor, kommer ha rösträtt.

### Akt 2
Scen 1. Susan B.'s hem. Susan B. utför vardagssysslor när hon får reda på att hon är ombedd att tala vid ett politiskt möte. Jo the Loiterer klagar över att Indiana Elliot vägrar ta hans efternamn. När Susan B. ombads tala tackade hon nej, sedan ändrade hon sig, tvekade ånyo men ger sig slutligen av till mötet.
Scen 2. Mötet har ägt rum och Susan B. återvänder hem i triumf. Hon har talat så övertygande att politikerna, nu rädda för suffragetterna, har skrivit in ordet "man" i Konstitutionen för att göra det omöjligt för kvinnan att rösta.
Indiana Elliot har bestämt att ta Jos efternamn och han ska ta hennes; de ska bli Jo Elliot och Indiana Loiterer. Alla gratulerar Susan B.'s ledarskap.
Scen 3 (Epilog). Några år senare har en staty av Susan B. Anthony rests vid Kapitolium. Alla karaktärer samlas för ceremonin med Anne som hedersgäst. Susan B. kommer in som spöke, men Anne ser henne inte. Constance Fletcher kommer in, nästan blin. Andra karaktärer talar om kvinnans rösträtt. Ceremonin hotar att gå överstyr. Plötsligt avtäcker Virgil T. statyn. Kvinnorna lägger kransar vid dess fot. Alla går sakta därifrån. Ensam sjunger Susan B. Anthony (som statyn) om sitt livs mödor och lärdomar.